# Hudson, New Hampshire
Hudson är en kommun (town) i Hillsborough County i delstaten New Hampshire, USA som hade 24 467 invånare år 2010. Den har enligt United States Census Bureau en area på 75,3 km² varav 2,1 km² är vatten. 